# Murga (Panamá)
Murga es un género musical ejecutado por un grupo de músicos callejeros propio de los carnavales de las provincias centrales de Panamá, creado por el músico Manuel Consuegra Gómez, a mediados del siglo XX, donde transporta el ritmo tradicional de los Carnaval de Las Tablas, El Tamborito a la orquesta.
Alcanzó su reconocimiento internacional con el tema «La murga» de Héctor Lavoe y Willie Colón.

## Origen y Actualidad
La murga tuvo su origen en la Península de Azuero, a mediados del siglo XX. El hombre que cautivó con ese ritmo de murga fue Manuel Consuegra Gómez.
En 1942, Consuegra se trasladó a la capital a estudiar mecánica, pero sus ratos libres los aprovechaba para asistir al Conservatorio Nacional, donde recibió clases de música de parte del profesor Roque Cordero.
Luego que graduase, en 1946, regresó a Los Santos donde el profesor Francisco Cebamanos, le enseñó la ejecución de la trompeta, lo que le sirvió de base para formar parte de orquestas y ser director de muchas de ellas en La Villa de Los Santos y en Chitré.
Consuegra alternó con Celia Cruz y Óscar de León en presentaciones que estos artistas realizaron en Panamá.
A mediados de la década de 1950, cuando la música de orquesta comenzó a decaer, él, junto con Ramón Fajardo, otro destacado músico, organizó en Las Tablas un grupo que tocaba música típica, género que gustó a la gente.
Consuegra Gómez indicó que luego de crear temas musicales con ritmos típicos, en 1952 nació “la murga” en el Carnaval de Las Tablas, desplazando al tamborito (música autóctona) que alegró estas festividades por muchos años. 
En ese Carnaval solo cobró 37 dólares por tocar los cuatro días de actividades. Para esa época se tocaba desde las 5:00 de la tarde hasta las 8:00 de la noche.
Actualmente existen un sinfín de agrupaciones entre las que podemos destacar: 
Murga Tradiciones Chiricanas
Murga Kamikaze(Los Santos)
Murga Los Magníficos(Los Santos)
Murga El Perla Negra(Las Tablas)
La Murga | Calle Arriba de Las Tablas
Murga Tradiciones Tableñas
Murga Legionarios(Pedasí)
Murga Tradiciones Panameñas(Capira)
Murga All Star(Chorrera)
Murga Alegrías de Mi Tierra(Chorrera)
Murga Raíces Chorreranas
Murga Inspiración Chorrerana
Murga Elite(Chorrera)
Murga Los Distinguidos(Chorrera)
Murga Corazón de Azuero(Macaracas)
Murga Aimar(Macaracas)
La Murga Pariteña
Murga Sentimiento Ocueño
Murga La Selecta(Santiago)
Murga La Unión(Santiago)
Murga La Tribu(Santiago)
La Super Murga(Chitré)
Murga La Mingambrea(Chitré)

## Ejecución y modalidades
Durante cinco décadas, la música de murga se ha apoderado de las parrandas populares que se celebran en el país, sobre todo de las tunas de calle donde hoy predomina este género musical.
En las corridas de toros ha ido desplazando la tradicional música del pito y la caja, en las hierras, coronaciones de reinas, juegos de béisbol, entre otras actividades.
Este género se caracteriza por la ejecución de piezas musicales corridas, con ritmo alegre para bailar de forma suelta.
A diferencia de otros estilos musicales que se ejecutan y se bailan en Panamá, la murga es solo música instrumental cuando se ejecuta en fiestas.
En las tunas de Carnaval, esta música va acompañada de letra cantada en armonía con los acordes musicales.